# فیلم‌شناسی تیم برتون

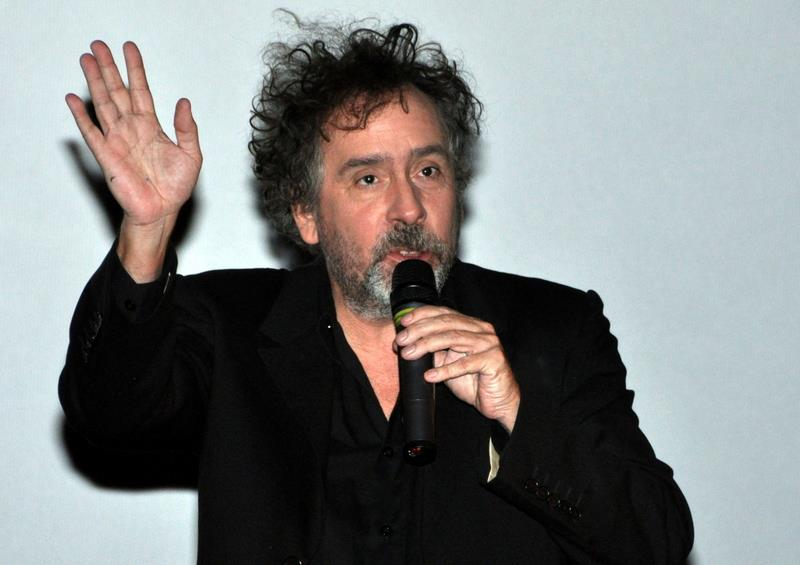
برتون در نمایش پاریس فرنکن‌وینی در سال ۲۰۱۲

تیم برتون (به انگلیسی:Tim Burton؛ زادهٔ ۲۵ اوت ۱۹۵۸) کارگردان، تهیه‌کننده، نویسنده، طراح، نقاش و شاعر آمریکایی است. برتون به دلیل دیدگاه متفاوت، سبک ویژه و منحصربه‌فرد در فیلم‌سازی و طراحی شخصیت‌هایی عجیب و متفاوت معروف شده‌است و از برجسته‌ترین کارگردان‌ها به‌شمار می‌رود. او تاکنون بارها برای جوایز گوناگونی از جمله گلدن گلوب و اسکار نامزد شده و جوایزی را نیز دریافت کرده‌است. این مقاله فهرستی است از فیلم‌های او است.

## فیلم‌های برجسته
| سال  | عنوان                                  | کارگردان | تهیه‌کننده | نویسنده | توضیحات                        | منا.          |
| ---- | -------------------------------------- | -------- | --------- | ------- | ------------------------------ | ------------- |
| ۱۹۸۵ | ماجراجویی بزرگ پی‌وی                    | آری      | نه        | نه      | نخستین کارگردانی               | [ ۱ ] [ ۲ ]   |
| ۱۹۸۸ | بیتل‌جوس                                | آری      | نه        | نه      |                                | [ ۳ ] [ ۴ ]   |
| ۱۹۸۹ | بتمن                                   | آری      | نه        | نه      |                                | [ ۵ ] [ ۶ ]   |
| ۱۹۹۰ | ادوارد دست‌قیچی                         | آری      | آری       | داستان  |                                | [ ۷ ] [ ۸ ]   |
| ۱۹۹۲ | بازگشت بتمن                            | آری      | آری       | نه      |                                | [ ۹ ] [ ۱۰ ]  |
| ۱۹۹۳ | کابوس قبل از کریسمس                    | نه       | آری       | داستان  | به کارگردانی هنری سیلیک        | [ ۱۱ ] [ ۱۲ ] |
| ۱۹۹۴ | اد وود                                 | آری      | آری       | نه      |                                | [ ۱۳ ] [ ۱۴ ] |
| ۱۹۹۶ | مریخ حمله می‌کند!                       | آری      | آری       | نه      |                                | [ ۱۵ ] [ ۱۶ ] |
| ۱۹۹۹ | اسلیپی هالو                            | آری      | نه        | نه      |                                | [ ۱۷ ] [ ۱۸ ] |
| ۲۰۰۱ | سیاره میمون‌ها                          | آری      | نه        | نه      |                                | [ ۱۹ ] [ ۲۰ ] |
| ۲۰۰۳ | ماهی بزرگ                              | آری      | نه        | نه      |                                | [ ۲۱ ] [ ۲۲ ] |
| ۲۰۰۵ | چارلی و کارخانه شکلات‌سازی              | آری      | نه        | نه      |                                | [ ۲۳ ] [ ۲۴ ] |
| ۲۰۰۵ | عروس مرده                              | آری      | آری       | شخصیت‌ها | کارگردانی مشترک با مایک جانسون | [ ۲۵ ] [ ۲۶ ] |
| ۲۰۰۷ | سوئینی تاد: آرایشگر شیطانی خیابان فلیت | آری      | نه        | نه      |                                | [ ۲۷ ] [ ۲۸ ] |
| ۲۰۱۰ | آلیس در سرزمین عجایب                   | آری      | نه        | نه      |                                | [ ۲۹ ] [ ۳۰ ] |
| ۲۰۱۲ | سایه‌های سیاه                           | آری      | نه        | نه      |                                | [ ۳۱ ] [ ۳۲ ] |
| ۲۰۱۲ | فرنکن‌وینی                              | آری      | آری       | داستان  |                                | [ ۳۳ ] [ ۳۴ ] |
| ۲۰۱۴ | چشمان بزرگ                             | آری      | آری       | نه      |                                | [ ۳۵ ] [ ۳۶ ] |
| ۲۰۱۶ | خانه دوشیزه پرگرین برای بچه‌های عجیب    | آری      | نه        | نه      |                                | [ ۳۷ ] [ ۳۸ ] |
| ۲۰۱۹ | دامبو                                  | آری      | اجرایی    | نه      |                                | [ ۳۹ ] [ ۴۰ ] |
| ۲۰۲۴ | بیتل‌جوس بیتل‌جوس                        | آری      | آری       | نه      | [ ۴۱ ] [ ۴۲ ]                  |               |

### فقط تهیه‌کننده
| سال  | عنوان                          | کارگردان        | منا.          |
| ---- | ------------------------------ | --------------- | ------------- |
| ۱۹۹۴ | پسر ملوان                      | آدام رزنیک      | [ ۴۳ ] [ ۴۴ ] |
| ۱۹۹۵ | بتمن برای همیشه                | جوئل شوماخر     | [ ۴۵ ] [ ۴۶ ] |
| ۱۹۹۶ | جیمز و هلوی غول‌پیکر            | هنری سلیک       | [ ۴۷ ] [ ۴۸ ] |
| ۲۰۰۹ | ۹                              | شین اکر         | [ ۴۹ ] [ ۵۰ ] |
| ۲۰۱۲ | آبراهام لینکلن: شکارچی خون‌آشام | تیمور بکمامبتوف | [ ۵۱ ] [ ۵۲ ] |
| ۲۰۱۶ | آلیس در آن‌سوی آینه             | جیمز بابین      | [ ۵۳ ] [ ۵۴ ] |

### به عنوان بازیگر
| سال  | عنوان                               | نقش                        | توضیحات       | منا.          |
| ---- | ----------------------------------- | -------------------------- | ------------- | ------------- |
| ۱۹۷۹ | فیلم ماپت‌ها                         | نقش‌آفرین ماپت              | اعتباری ندارد | [ ۵۵ ] [ ۵۶ ] |
| ۱۹۸۵ | ماجراجویی بزرگ پی‌وی                 | Thug in alley              | اعتباری ندارد | [ ۵۷ ] [ ۵۸ ] |
| ۱۹۹۲ | مجردها                              | برایان                     |               | [ ۵۹ ] [ ۶۰ ] |
| ۱۹۹۲ | هوفا                                | کورپس                      | اعتباری ندارد | [ ۶۱ ] [ ۶۲ ] |
| ۲۰۱۲ | مردان سیاه‌پوش ۳                     | Alien on TV Monitors       | اعتباری ندارد | [ ۶۳ ] [ ۶۴ ] |
| ۲۰۱۶ | خانه دوشیزه پرگرین برای بچه‌های عجیب | Passenger on an Attraction | اعتباری ندارد | [ ۳۸ ] [ ۶۵ ] |

### سایر اعتبارها
| سال  | عنوان                  | نقش         | منا.          |
| ---- | ---------------------- | ----------- | ------------- |
| ۱۹۷۸ | ارباب حلقه‌ها           | هنرمند      | [ ۶۶ ] [ ۶۷ ] |
| ۱۹۸۱ | روباه و سگ شکاری       | پویاگر      | [ ۶۸ ] [ ۶۹ ] |
| ۱۹۸۲ | ترون                   | پویاگر      | [ ۷۰ ] [ ۷۱ ] |
| ۱۹۸۵ | دیگ سیاه               | هنرمند      | [ ۷۲ ] [ ۷۳ ] |
| ۱۹۹۲ | با ما باش              | مشاور طراحی | [ ۷۴ ] [ ۷۵ ] |
| ۱۹۹۶ | ماری رایلی             | شرکت کننده  | [ ۷۶ ] [ ۷۷ ] |
| ۲۰۰۴ | زن گربه‌ای              | شرکت کننده  | [ ۷۸ ] [ ۷۹ ] |
| ۲۰۰۹ | Waking Sleeping Beauty | شرکت کننده  | [ ۸۰ ] [ ۸۱ ] |

## تلویزیون
| سال       | عنوان                    | کارگردان | تهیه‌کننده | نویسنده     | یادداشت‌ها                         | منبع                        |
| --------- | ------------------------ | -------- | --------- | ----------- | --------------------------------- | --------------------------- |
| ۱۹۸۳      | هنسل و گرتل              | آری      | نه        | نه          | ویژه تلویزیون؛ همچنین طراح تولید  | [ ۸۲ ] [ ۸۳ ]               |
| ۱۹۸۶      | آلفرد هیچکاک تقدیم می‌کند | آری      | نه        | نه          |                                   | [ ۸۴ ] [ ۸۵ ]               |
| ۱۹۸۶      | تئاتر قصه پریان          | آری      | نه        | نه          |                                   | [ ۸۶ ] [ ۸۷ ]               |
| ۱۹۸۷      | داستان‌های شگفت‌انگیز      | نه       | نه        | نه          | طراح انیمیشن؛                     | [ ۸۸ ] [ ۸۹ ]               |
| ۱۹۸۹–۱۹۹۱ | بیتل‌جوس                  | نه       | اجرایی    | توسعه دهنده |                                   | [ ۹۰ ] [ ۹۱ ] [ ۹۲ ] [ ۹۳ ] |
| ۱۹۹۳      | سگ خانواده               | نه       | اجرایی    | نه          | همچنین مشاور طراحی                | [ ۹۴ ] [ ۹۵ ]               |
| ۲۰۰۰      | گم شده در اوز            | نه       | اجرایی    | داستان      | پخش نشده                          | [ ۹۶ ] [ ۹۷ ]               |
| ۲۰۰۰–۲۰۰۱ | پسر لکه‌ای                | آری      | آری       | آری         | ۶ فیلم کوتاه وب همچنین طراح شخصیت | [ ۹۸ ] [ ۹۹ ]               |
| ۲۰۲۲      | ونزدی                    | آری      | اجرایی    | نه          | ۸ قسمت                            | [ ۱۰۰ ] [ ۱۰۱ ]             |

| سال       | فیلم                          | توضیح                                 |
| ۱۹۸۲      | هنسل و گرتل                   | کارگردان                              |
| ۱۹۸۹      | تئاتر افسانهٔ پریان            | کارگردان اپیزود علاءالدین و چراغ جادو |
| ۱۹۸۴      | آلفرد هیچکاک جدید تقدیم می‌کند | کارگردان اپیزود کوزه                  |
| ۱۹۸۹–۱۹۹۱ | بیتل جوس (مجموعه تلویزیونی)   | تهیه‌کننده                             |
| ۱۹۹۳      | سگ خانواده                    | تهیه‌کننده اجرایی یک اپیزود            |

| سال  | فیلم                 | توضیح |
| ۱۹۷۱ | جزیرهٔ دکتر آگر       |       |
| ۱۹۷۶ | هودینی: داستان نگفته |       |
| ۱۹۷۹ | ساقهٔ کرفس غول‌پیکر    |       |
| ۱۹۷۹ | دکتر سرنوشت شوم      |       |
| ۱۹۸۲ | لیوا                 |       |

| سال  | فیلم              | توضیح |
| ۱۹۷۹ | ساقهٔ کرفس غول‌پیکر |       |
| ۱۹۸۱ | روباه و سگ شکاری  |       |
| ۱۹۸۲ | ترون              |       |

| سال  | فیلم   | توضیح |
| ۱۹۹۲ | مجردها |       |

| سال  | فیلم      | توضیح       |
| ۱۹۸۴ | فرنکن‌وینی | طراح داستان |
| ۱۹۸۵ | دیگ سیاه  | ایده پردازی |

| سال  | فیلم            | توضیح |
| ۲۰۰۰ | دنیای پسر لکه‌ای |       |

| سال  | کلیپ        | توضیح          |
| ۲۰۰۶ | استخوان‌ها   | اثر گروه کیلرز |
| ۲۰۱۲ | اینجا با من | اثر گروه کیلرز |